# Pardosa dzheminey
Pardosa dzheminey là một loài nhện trong họ Lycosidae.
Loài này thuộc chi Pardosa. Pardosa dzheminey được Yuri M. Marusik miêu tả năm 1995.